# 疾速救援
是一部2018年英美法合拍的動作驚悚片，由贊美·哥勒-施拉執導，安德魯·朗拿和亞歷克斯·海納曼編劇，連恩·尼遜、薇拉·法蜜嘉、山姆·尼爾、伊麗莎白·麥高文、喬納森·班克斯和派翠克·威爾森主演。講述了一名男子在日常火車上下班途中遇到一名神秘女子，同時不知不覺地被招募參與謀殺陰謀的故事。
電影定於2018年1月12日於美國上映，2018年1月19日於英國上映。

## 劇情
前紐約市警察麥可·麥考利轉行當上保險推銷員，和妻子凱倫共同育有一個上大學的兒子丹尼，他每日固定會搭乘哈德遜線（從柏油村站直通大中央總站）的通勤列車前往位於曼哈頓的保險公司，搭同一輛列車來回上下班的他也固定會遇見熟悉的車友。家中經濟屢次陷入危機，但十年來工作穩定的麥可，有一天突然被上司無緣無故地開除，不知如何向家人交代的他，回家前跟當警察的前搭檔亞歴克斯·墨菲喝一杯。麥可搭上通勤列車回去的路上，一位自稱喬安娜的神秘女子突然走上前跟他講話，其用一種“假設”方式提議麥可去指定車廂的廁所裡尋到兩萬五千美元作為一件小事的酬勞，再告知麥可要在整輛列車上尋找一名外號「普林」的神秘乘客，必須在普林下車前找到人後在其身上裝追蹤器，完成這件事就能得到總共十萬美元的酬勞。
喬安娜講完後下車離開，對此好奇的麥可來到指定車廂廁所的通風道裡，剛好尋到兩萬五千美元的包裹，發現她所說的並不是假設。麥可開始感到不安而準備下車，但另一名女子往他手中塞入信封，裡面裝有他妻子凱倫的婚戒。由於搭車前手機被搶，麥可借用另一名乘客東尼的手機給家人打電話卻無人回應，他原本想辦法透過報紙偷偷求救，讓一名跟他非常熟的車友沃特下車去報警，但後來目睹沃特下車過馬路時就被人蓄意推出去撞車身亡。得知事態嚴重的麥可只好服從喬安娜的規則，得知普林將在冷泉站下車後走遍全車尋找他，將目標人士鎖定在他從未見過、帶著包裹、並且將在冷泉站下車的乘客。後來，墨菲得知事情回電告知麥可，說普林是兩天前被人殺害、偽裝成自殺的城市規劃人員瑞奇·恩里克的案件目擊者，這讓麥可得知他如果服從規則會導致普林被殺。
麥可找到一名帶黑包的可疑男乘客，誤以為他就是普林而跟他發生打鬥卻使他逃跑，不久後又發現他陳屍在車廂底部，甚至發現他是聯調局探員。麥可連續幾次走動車廂的可疑舉動被舉報，導致一群警察準備上車搜查，麥可從藏匿屍體的底座逃出車廂後僥倖避開警察。由於快到冷泉站，麥可偷偷破壞空調系統，迫使所有剩餘乘客全部集中於最後一節車廂裡。隨後，麥可設局識破一位隱藏在車中負責監視他的臥底乘客，將他引到空車廂後進行搏鬥，最後將他往打破的窗戶扔出列車。喬安娜此時對麥可發出最後通牒，如不殺死普林、他的妻小就會死，實在找不出目標的麥可突然注意到一位本要在冷泉站下車的銀行代理人於前一站就下車，才發現跟他調換過座位的女乘客蘇菲亞才是普林，她如實供述曾親眼目擊到他的表兄恩里克被兩名警察推下樓摔死。
由於麥可尚未下手，喬安娜炸毀駕駛室，使整輛列車在沒有剎車的情況下全速行駛、面臨脫軌。列車驗票員山姆犧牲自己將最後一節車廂脫節後，讓麥可等所有乘客倖免於難。由大衛·霍索恩警監帶領的警察很快包圍車廂，欲逮捕可能劫持列車的麥可，而墨菲則親自進去和麥可談判。然而，墨菲試圖勸降麥可時所說的一句「世上毫無高尚可言」的話，被蘇菲亞聽出跟自己目擊到殺她表兄的兇手口述一致，讓麥可發現墨菲實跟喬安娜共謀，而自己的上下班行程也是墨菲提供。身份暴露的墨菲開始不顧一切地尋人，但此時全車乘客都主動站出來紛紛為普林打掩護。墨菲尋人無果，惱羞成怒之下與眾人打鬥起來。混亂中，麥可暗中取下墨菲身上的警用紅外線追蹤器，使墨菲被外面的警察當成犯人而直接狙殺身亡。
全車乘客得救後向警察澄清真相，麥可與獲救的妻小團圓，得知事實的霍索恩感謝麥可的幫忙，向他提議恢復警察職務。蘇菲亞跟指定聯調局特務會面並交出證據，最後使所有跟這起案件有關聯的幕後人物均受到法律制裁。事情過後，麥可找到搭乘直通芝加哥通勤列車的喬安娜與之對峙，推斷她身為暗地操弄這些案件且從中獲利的“中間人”，最後向她展示自己復職而得到的警徽，準備將她依法逮捕。

## 演員
- 連恩·尼遜飾演麥可·麥考利（Michael MacCauley）
- 薇拉·法蜜嘉飾演喬安娜（Joanna）
- 派翠克·威爾森飾演亞歷克斯·墨菲警探（Det. Lt. Alex Murphy）
- 強納森·班克斯飾演沃特（Walt）
- 山姆·尼爾飾演大衛·霍索恩警監（Captain David Hawthorne）
- 伊麗莎白·麥高文飾演凱倫·麥考利（Karen MacCauley）
- 克里安·史考特（英语：Killian Scott）飾演FBI探員狄倫（FBI Agent Dylan）
- 沙扎德·拉提夫（英语：Shazad Latif）飾演文斯（Vince）
- 安迪·尼曼飾演東尼（Tony）
- 迪恩-查爾斯·查普曼飾演丹尼·麥考利（Danny MacCauley）
- 克萊拉·拉戈（英语：Clara Lago）飾演伊娃（Eva）
- 羅蘭·穆勒（英语：Roland Møller）飾演傑克森（Jackson）
- 弗洛倫斯·佩治飾演關（Gwen）
- 金斯利·本-阿迪爾飾演賈西亞探員（Special Agent Garcia）
- 艾拉-瑞·史密斯（英语：Ella-Rae Smith）飾演蘇菲亞（Sofia）
- 寇布勒·霍爾德布魯克-史密斯（英语：Kobna Holdbrook-Smith）飾演奧利佛（Oliver）
- 柯林·麥克法蘭（英语：Colin McFarlane）飾演驗票員山姆（Conductor Sam）
- 亞當·納格提斯（英语：Adam Nagaitis）飾演驗票員吉米（Conductor Jimmy）
- 莉蒂西亞·萊特飾演茱絲（Jules）
- 帕特·基爾南（英语：Pat Kiernan）飾演他自己

## 製作

### 拍攝
主體拍攝在2016年7月25日於英國白金漢郡的松林亞特蘭大工作室進行，後到美國紐約繼續拍攝。

## 發行
《疾速救援》原定於2017年10月13日於美國上映，後延遲至2018年1月12日上映。英國原定於2017年10月20日上映，後延遲至2018年1月19日上映。

### 評價
《疾速救援》獲得了褒貶不一的評價。在爛番茄根據165條評論，持有58%的新鮮度，平均得分5.5／10，主要認為劇情表現尚可，但並無突出之處，導致卡司散發的魅力重於電影所發揮出的懸疑張力。該片在Metacritic上根據37條評論，獲得了56分的成績。據CinemaScore調查，觀眾的平均評價在A+到F間落於「B」。

### 票房
在美國和加拿大，《疾速救援》與《血腥瑪麗》、《柏靈頓熊熊出任務》和廣泛上映的《郵報：密戰》共同上映及競爭，外界預估《疾速救援》於首週能從2892間戲院中獲得1200萬至1400萬美元的票房。
《疾速救援》在第一天獲得了450萬美元的票房，並於週末總計1340萬美元，這和尼遜與哥勒-施拉合作的電影成績差不多；該片在首週的票房排名中名列第三，僅次於《野蠻遊戲：瘋狂叢林》（2703萬美元）和《郵報：密戰》（1860萬美元）。

## 外部連結
- 互联网电影数据库（IMDb）上《疾速救援》的资料（英文）
- AllMovie上《疾速救援》的资料（英文）
- 爛番茄上《疾速救援》的資料（英文）
- Metacritic上《疾速救援》的資料（英文）
- Box Office Mojo上《疾速救援》的資料（英文）
- 開眼電影網上《疾速救援》的資料（繁體中文）
- 豆瓣电影上《疾速救援》的資料 （简体中文）
- 时光网上《疾速救援》的資料（简体中文）